# UTC−00:25:21

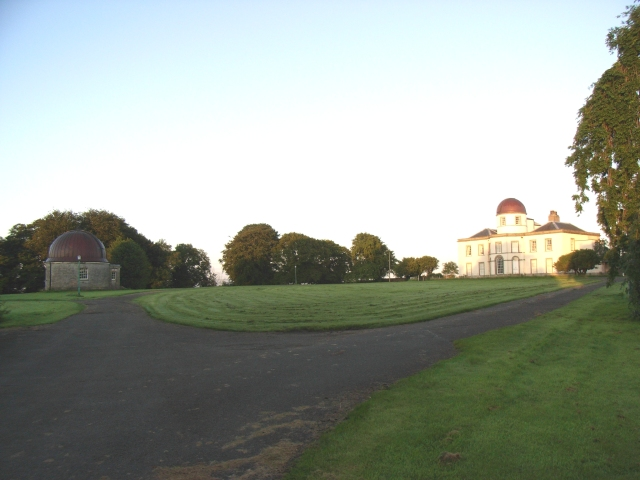
Đài quan sát Dunsink được thành lập vào năm 1783. Đây hiện là trụ sở của Bộ Thiên văn học & Vật lý thiên văn của Viện Nghiên cứu Cao cấp Dublin. Bên phải là tòa nhà chính, bên trái là mái vòm chứa kính viễn vọng Grubb 12 inch. William Rowan Hamilton O1337 là giám đốc đài thiên văn.

Giờ UTC−00:25:21 được dùng tại Ireland gọi là Giờ chuẩn Dublin. Năm 1916 giờ được đổi thành GMT.